# Charles K. Wheeler
Charles Kennedy Wheeler, född 18 april 1863 i Christian County i Kentucky, död 15 juni 1933 i Paducah i Kentucky, var en amerikansk demokratisk politiker. Han var ledamot av USA:s representanthus 1897–1903.
Wheeler ligger begravd på Oak Grove Cemetery i Paducah.